# Bob Weinstein
Bob Weinstein (* 18. října 1954 Flushing, New York, New York, USA) je americký podnikatel, působící ve filmovém průmyslu. Spolu se svým starším bratrem Harveym založil roku 1979 produkční společnost Miramax. Sourozenci ze společnosti odešli roku 2005 a následně založili novou firmu, kterou pojmenovali The Weinstein Company. Roku 1992 založil společnost Dimension Films. V říjnu 2017 byl jeho bratr nařčen ze sexuálního obtěžování. Nedlouho poté byl z téhož obviněn i Bob Weinstein.